# Намібія на літніх Олімпійських іграх 2016
Намібія брала участь у літніх Олімпійських іграх 2016 року в Ріо-де-Жанейро (Бразилія) всьоме за свою історію. Країна була представлена 10 спортсменами (4 чоловіками та 6 жінками) у 4 видах спорту: легка атлетика, бокс, стрільба і велоспорт. Прапороносцем на церемонії відкриття Олімпійських ігор був боксер Джонас Джуніас. Жодної медалі олімпійці Намібії не завоювали.

## Спортсмени
| Дисципліна     | Чоловіки | Жінки | Разом |
| -------------- | -------- | ----- | ----- |
| Легка атлетика | 1        | 3     | 4     |
| Бокс           | 2        | 0     | 2     |
| Велоспорт      | 1        | 2     | 3     |
| Стрільба       | 0        | 1     | 1     |
| Разом          | 4        | 6     | 10    |

## Бокс
|                    | Категорія | Спортсмен       | 1/32                       | 1/16                       | Чвертьфінал        | Півфінал           | Фінал             | Фінал             |
| Суперник Результат | Категорія | Спортсмен       | Суперник Результат         | Суперник Результат         | Суперник Результат | Суперник Результат | Місце             |                   |
| ------------------ | --------- | --------------- | -------------------------- | -------------------------- | ------------------ | ------------------ | ----------------- | ----------------- |
| Чоловіки           | до 49 кг  | Матіас Амуньєла | Руфат Гусейнов (AZE) W 3–0 | Біржан Жакипов (KAZ) L 0–3 | завершив змагання  | завершив змагання  | завершив змагання | завершив змагання |
| Чоловіки           | до 64 кг  | Джонас Джуніас  | Гассан Амзіле (FRA) L 0–3  | завершив змагання          | завершив змагання  | завершив змагання  | завершив змагання | завершив змагання |

## Велоспорт
Шосейні і трекові дисципліни
| Спортсмен   | Дисципліна                        | Час           | Місце         |
| ----------- | --------------------------------- | ------------- | ------------- |
| Ден Крейвен | групова шосейна гонка, чоловіки   | не фінішував  | не фінішував  |
| Ден Крейвен | роздільна шосейна гонка, чоловіки | 1:27:47.93    | 35            |
| Вера Едріан | групова шосейна гонка, жінки      | не фінішувала | не фінішувала |

Маунтінбайк
| Спортсмен      | Дисципліна          | Час          | Місце |
| -------------- | ------------------- | ------------ | ----- |
| Мішель Ворстер | кросс-кантрі, жінки | LAP (2 кола) | 26    |

## Легка атлетика
|           | Спортсмен                  | Дисципліна | Фінал   | Фінал |
| Результат | Спортсмен                  | Дисципліна | Місце   |       |
| --------- | -------------------------- | ---------- | ------- | ----- |
| Чоловіки  | Мінгардт Мбеумуна Каваніві | марафон    | 2:20:45 | 70    |
| Жінки     | Аліна Армас                | марафон    | 2:44:20 | 75    |
| Жінки     | Гелалія Джоаннс            | марафон    | 2:39:55 | 56    |
| Жінки     | Беата Наїгамбо             | марафон    | 2:36:32 | 41    |

## Стрільба
Жінки
| Спортсменка | Змагання | Кваліфікація | Місце | Фінал      | Місце      |
| ----------- | -------- | ------------ | ----- | ---------- | ---------- |
| Габі Аренс  | трап     | 66           | 9     | не пройшла | не пройшла |